# Коломенский, Николай Васильевич
Николай Васильевич Коломенский (1909—1974) — советский инженер-геолог, выдающийся ученый и педагог, доктор геолого-минералогических наук (1950), профессор (1951), заведующий кафедрой инженерной геологии МГРИ.

## Биография
В 1929 году поступил в Московскую горную академию и после её реформирования был переведен в Московский геологоразведочный институт, который окончил в 1934 году. Всю трудовую жизнь проработал в МГРИ, до 1974 года. Ученик Фёдора Петровича Саваренского. В 1931 году начал работать в институте «Метропроект» в экспедиции по проведению инженерно-геологических изысканий для обоснования строительства Московского метрополитена совместно с В. Ф. Мильнером и Е. П. Емельяновой. Во время ВОВ командовал военно-геологическим отрядом при штабе инженерных войск Западного фронта, а позже возглавил работу военно-геологического отдела СПЕЦГЕО.
С 1933 года занимался инженерно-геологической оценкой площадки строительства Дворца Советов и трассы канала Москва — Волга. В 1935 году был приглашен в отдел инженерной геологии ГИНа, который возглавлял Ф. П. Саваренский. Первые научные работы посвящены тематике трения и сцепления в дисперсных грунтах. В 1939 году с участием Виктора Александра Приклонского была завершена работа «Инженерно-геологические условия строительства железнодорожной магистрали Москва—Донбасс (на участке Ожерелье—Узловая)».
Во время войны командовал военно-геологическим отрядом № 1 со времен его создания (10.02.42 — 01.11.43) при штабе инженерных войск Западного фронта, а позже (с 24.11.43) возглавил работу военно-геологического отдела «Спецгео». Занимался гидротехническим строительством. Отряд Коломенского обеспечивать соответствующей инженерно-геологической информацией строителей оборонительных рубежей на Смоленско-Вяземской и Можайской линиях, а также на близких подступах к Москве. ВГО-1 был высоко отмечен в отзыве о деятельности треста «Спецгео» за 1942 год заместителя начальника инженерных войск Западного фронта генерал-майора И. Галицкого.
В сороковые годы успешно работал над проблемой изучения процессов выветривания горных пород для инженерно-геологических целей, решение которой было завершено докторской диссертацией (1950) и разработкой методических указаний по изучению процессов выветривания.
Им была разработана методика построения карты Европейской части СССР для целей гидротехнического строительства (1952 г.), инженерно-геологических исследований для орошения юга Украины (1953), методика комплексной инженерно-геологической оценки района Алушта-Судак (1962) и территории южной части Волгограда (1960). Участвовал в изысканиях и проектировании гидростанций Волжского каскада — Горьковской, Волгоградской, Чебоксарской ГЭС, возглавлял научно-исследовательские работы на Рыбинском, Иваньковском, Горьковском, Волгоградском водохранилищах, исследуя проблему переработки их берегов. 
Был членом исполкома Международной ассоциации инженеров-геологов, заместителем председателя секции инженерной геологии Союза геологов СССР, заместителем председателя секции инженерных изысканий Госстроя СССР, членом Ученого совета по инженерной геологии при Президиуме АН СССР, председателем ГЭК геологического факультета МГУ.

## Основные труды
- Коломенский Н.В. Инженерная геология. — М.: Госгеолиздат, 1951—1956. — Т. 1—2. — 284, 320 с.
- Коломенский Н.В., Комаров И.С. Инженерная геология [Учебник для геол.-развед. вузов и фак.]. — М.: Высшая школа, 1964. — 480 с.
- Коломенский Н.В. Общая методика инженерно-геологических исследований. — М.: Недра, 1968. — 324 с.
- Коломенский Н.В. Специальная инженерная геология. — М.: Недра, 1969. — 336 с.